# El dolor y los lamentos de Andrómaca sobre el cuerpo de Héctor
El dolor y los lamentos de Andrómaca sobre el cuerpo de Héctor es un cuadro de Jacques-Louis David inspirado en un episodio de la Ilíada, y representa a Andrómaca llorando sobre el cuerpo de su esposo: Héctor. 
El rey troyano, que se describe en las fuentes clásicas como hombre enérgico y combativo contra sus enemigos, finalmente es muerto por Aquiles, y su cuerpo es recuperado por su padre, Príamo, y es velado por su familia.
El cuadro fue pintado para ser presentado como "obra de admisión" a la Real Academia de Bellas Artes. Está expuesto en el Museo del Louvre.